# Lumbo
Lumbo est un port de l'océan Indien situé sur la côte nord-est du Mozambique. Il fait partie du district de l'île du Mozambique dans la province de Nampula.
Il était desservi par une branche de la principale ligne septentrionale du système ferroviaire national mozambicain, qui dessert également le grand port de Nacala, au nord. On y trouve également l'aéroport de Lumbo.
Le pont de l'île de Mozambique relie Lumbo à l'île de Mozambique.